# Ормели, Исаак Юфудович
Исаа́к Юфу́дович Ормели́ (13 [25] апреля 1882, Екатеринослав — 15 сентября 1940, Симферополь) — караимский религиозный деятель, газзан и меламмед, выпускник Александровского караимского духовного училища. Ученик И. И. Казаса.

## Биография
Родился 13 (25) апреля 1882 года в Екатеринославе в караимской семье. Отец — евпаторийский мещанин Юфуда Исаакович Ормели, владел книжным магазином в Екатеринославе, но в 1894 году обанкротился и на почве переживаний умер от сердечного приступа. Мать — Назлы Ешувовна Мичри, была родом из Карасубазара. После смерти отца местная караимская община приютила семью Ормели при кенаcсе, чему способствовал екатеринославский газзан С. Ш. Пигит. Он же и посоветовал отдать Исаака в только что открывшееся в 1895 году в Евпатории Александровское караимское духовное училище (АКДУ). В АКДУ проучился с 1895 по 1902 год и был в числе первых выпускников этого учебного заведения вместе со своими друзьями Б. С. Ельяшевичем и А. И. Катыком. В 1902 году в Евпатории познакомился со своей будущей супругой, Саррой Исааковной Фиркович, правнучкой А. С. Фирковича, с которой они поженились в 1909 году в Москве.
В 1902 году началась трудовая деятельность И. Ю. Ормели — он был принят преподавателем (меламмедом) в екатеринославский караимский мидраш, где прослужил до 1911 года. Из Екатеринослава перевёлся на ту же должность в Феодосию. В 1908 году в Екатеринославе окончил бухгалтерские курсы «Математик». Живя в Феодосии, принимал участие в общественной жизни местной караимской общины. Так, в 1912 году стал членом правления Феодосийкого караимского благотворительного общества. В 1915 году утверждён в должности газзана при симферопольской кенасе. Здесь же он продолжил свою преподавательскую деятельность, давая уроки караимского вероучения в Караимском бесплатном женском училище имени Э. Ч. Коген.

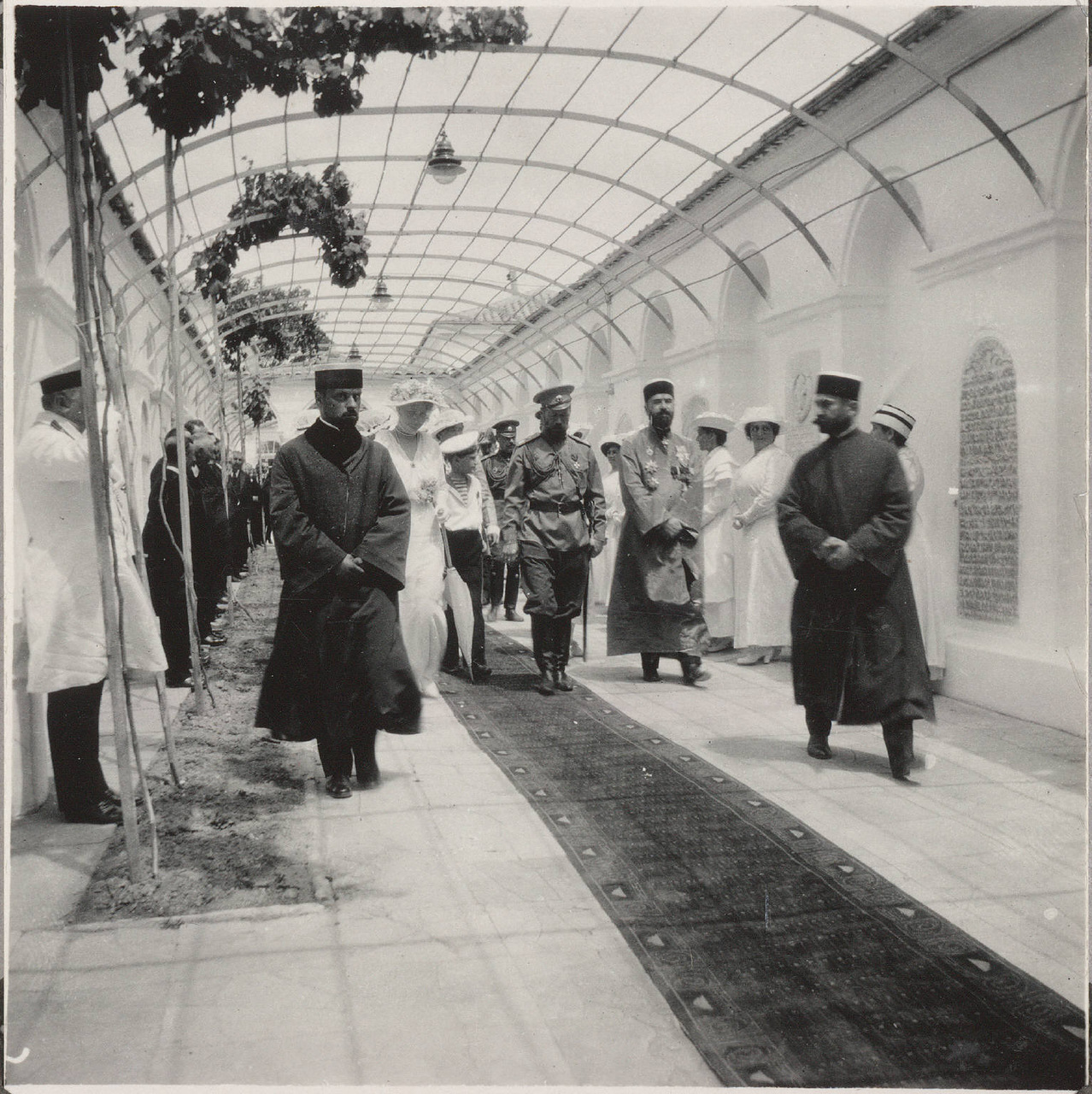
И. Ю. Ормели (справа) во время посещения Николаем II евпаторийских караимских кенасс. Евпатория, 16 (29) мая 1916 г.

16 (29) мая 1916 года вместе с Б. С. Ельяшевичем и гахамом С. М. Шапшалом имел честь участвовать в приёме Императора Николая II во время его посещения евпаторийских караимских кенас. В 1917 году участвовал как делегат от симферопольской общины в Общенациональном караимском съезде, проходившем в Евпатории.
После утверждения в Крыму советской власти не раз подвергался арестам за исполнение им обязанностей караимского священнослужителя. В первый раз он был арестован за то, что потребовал у уполномоченных по описи имущества снять обувь при входе в кенассу. За «неподчинение местной власти» был приговорён к трём годам заключения с конфискацией имущества, но дело было пересмотрено на основании поданной Ормели апелляции, и он был отпущен из тюрьмы, проведя в ней месяц. Следующий арест последовал из-за доноса около 1932 года после того как он провёл обряд погребения с чтением поминальных молитв. На этот раз Ормели оказался в заключении на восемь месяцев. Известно, что после одного из арестов И. Ю. Ормели был лишён избирательных прав со всеми вытекающими последствиями, что значительно усугубляло положение его семьи. В эти времена им помогали родственники супруги Исаака Юфудовича из Москвы. Через некоторое время И. Ю. Ормели устроился в школу учителем математики, где проработал до выхода на пенсию. В 1934 году ему поступило предложение от египетских караимов переехать в Каир и занять должность гахама, но И. Ю. Ормели не смог выехать из СССР из-за бюрократических проволочек.
Испытания последних лет отрицательно сказались на здоровье И. Ю. Ормели. Умер он в 1940 году в Симферополе.